# Black and Yellow
Black and Yellow är en låt av den amerikanske rapparen Wiz Khalifa. Den släpptes som singel 14 september 2010. Låten finns med på Wiz Khalifas album Rolling Papers, släppt 29 mars 2011. Wiz Khalifa har även gjort en remix av låten som kallas G-Mix.
Låten placerade sig på första plats på Hot Rap Songs och Billboard Hot 100.